# Niketas II. Muntanes
Niketas II. Muntanes (griechisch Νικήτας Β΄ Μουντάνης) war Patriarch von Konstantinopel (1186–1189).

## Leben
Niketas war Diakon und Sacellarius. Im Februar 1186 wurde er Patriarch von Konstantinopel. Im Februar 1189 musste er sein Amt aufgeben, wahrscheinlich wegen geistiger Unfähigkeit.
Sein Todesjahr ist unbekannt.